# Agrostis caryophyllea
Agrostis caryophyllea é uma espécie de gramínea do gênero Agrostis, pertencente à família Poaceae.